# ノート (北欧神話)

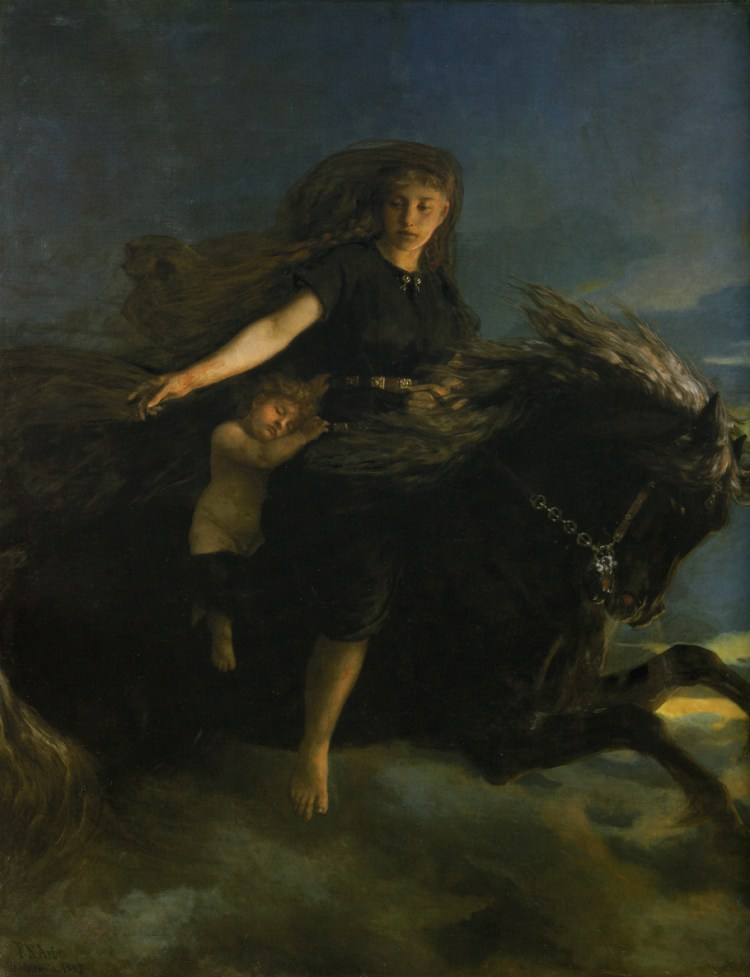
19世紀にペーテル・ニコライ・アルボによって描かれた絵。馬に乗ったノート。

ノート（ノット、ノーットとも。Nótt）とは、北欧神話の夜の女神。その名は「夜」を意味する。
ヨトゥンヘイムに住むナルヴィ、あるいはネルという名の巨人の娘で、髪も姿も生まれつき黒く、暗いとされている。
彼女は3度結婚し、最初の夫ナグルファリとの間に息子のアウズを、次の夫アンナルとの間に娘ヨルズを、最後の夫でアース神族の男デリングとの間に息子のダグ（昼）をもうけたが、末の息子は父親に似て明るく美しかった。
オーディンは、彼女とその息子のダグを呼び、それぞれに馬車を与え世界を周り続けるように命じ、昼と夜が出来上がった。
ノートはフリームファクシ（「霜のたてがみ」の意）という馬が引く馬車に乗り、12時間ごとに大地の上を通るように天を駆けるよう定められ、馬銜（はみ）から滴り落ちる泡が大地を濡らすが、これが谷の露であるとされている。